# Парклэндс
Парклэндс (англ. Parklands) — пригород столицы Кении Найроби. Название связано с близостью области к городскому парку Найроби (англ. City Park, Nairobi).
Расположен примерно в 5 км к северо-северо-западу от центра Найроби.

## История
В период британского колониального режима британские власти выделили этот район для проживания государственных служащих. В 1940-х — 1950-х годах Парклэндс был одним из наиболее перенаселённых пригородных районов Найроби. Во второй декаде 2000-х годов Парклэндс сочетает в себе деловой и жилой жилой район. Относительная доступность и сравнительно умеренная цена земельных участков в районе привлекает бизнес и компании-девелоперы. В Парклэндсе постоянно проживает большое количество выходцев из стран Азии. Точная численность населения района неизвестна.

## Достопримечательности
В Парклэндс и вблизи него имеется ряд достопримечательностей, в том числе:
- Госпиталь Ага Хан;
- Университетский госпиталь Ага Хана;
- Офис Swiss International Air Lines;
- Супермаркет торговой сети Nakumatt;
- Жилой комплекс Arefa Apartments
- Филиал Chase Bank
- Филиал Gulf African Bank
- Филиал I&M Bank Limited
- Филиал Imperial Bank Limited
- Филиал Paramount Universal Bank
- Филиал Prime Bank
- Parklands Holiday Inn Hotel — отель, входящий в сеть отелей Holiday Inn.

## Административное деление
В административном плане Парклэндс является частью района Вестлэндс города Найроби и, в свою очередь, состоит из шести частей:
- Парклэндс
- Китисуру
- Хайридж
- Кангеми
- Килимани
- Лавингтон